# Tefa
 (mars 2022).
- Si vous ne connaissez pas le sujet, laissez ce bandeau (vous pouvez alors contacter les auteurs).
- Si vous supprimez le contenu mis en cause (vous pouvez préalablement contacter les auteurs),

argumentez précisément cette suppression dans la page de discussion
(un manque de référence n'est pas un argument ; une recherche réelle de référence doit avoir été effectuée, être formellement documentée).
Hichem Bonnefoi,,, dit Tefa, est un disc jockey, producteur, beatmaker et acteur français. Il est connu pour ses productions avec Masta, au sein du collectif Kilomaître, il a aussi été, avec Moox, l'ancien DJ de Touche pas à mon poste !.
Il réalise aussi des clips, on peut citer notamment ceux de Chilla, artiste qu'il produit. Ainsi il réalise Si j'étais un homme, Indigo et Petit dealer. Il a réalisé aussi 93 Hardcore ET Le Jugement de Tandem Suicide Commercial de Lino.

## Biographie
En 1991, Tefa rencontre DJ Masta lors d'un festival de rap pour la fête de la musique à Vitry-sur-Seine. Tefa et Masta vont ramener le son New yorkais en France en y glissant une touche française. Ils sont les pionniers du son rap français précurseur de l’ère violon et piano. Ils fondent Kilomaître Production en 1996, lancent la mode des samples pitchés (les simples pris en 45 tours), beaucoup utilisés par le Wu Tang au début des années 90. 
Tefa est un des premiers producteurs à produire un groupe de rap en distribution sans maison de disque en 1995. Il sort 3 fois plus efficace du groupe 2 Bal 2 Neg qui devient un album classique du rap français, disque de Platine. 
En 1996, Tefa et Masta produisent un titre pour le groupe La Clinique, présent sur la compilation Hostile Hip-Hop de Hostile Records. Ils rencontrent des artistes dont la notoriété est grandissante, comme Doc Gynéco.
Au même moment, Tefa et Masta imposent leur son dans tous les gros albums de rap des années 90/2000[réf. nécessaire]. Tefa et Masta décident de produire leur premier EP Ceux qui le savent m’écoute avec le label Première Classe. L’expérience ne se passe pas bien et Tefa décide de tenter l’aventure en totale indépendance avec Tandem. Ils co-produiront ensemble l’album C’est toujours pour ceux qui savent en distribution chez Because Music qui sortira en 2005. 
C'est à ce moment d’ailleurs que Tefa rencontre Bakar, un jeune rappeur de Chartres proche du rappeur Eben. Leur rencontre débouchera sur une mix tape Pour les quartiers en distribution chez Musicast et une signature en licence chez Warner en 2006 conclu par la sortie de l’album Rose du béton. Malgré un succès d’estime, il n’y aura pas de second album.
En 1999, Jo Le Balafré, un producteur musical et ami proche de Tefa, lui présente Mac Tyer du groupe Tandem, avec qui il collabore sur l’album « Mission Suicide ».
Ils rencontrent Diam's en 1999 sur la compilation L’hip-hopée, démarrent en 2001 une collaboration sur l’album Brut de femme qui ne s’arrêtera pas jusqu'à son dernier album en 2008. 
Diam's et Kilomaitre crée un son pop rap unique qui portera Diam's au rang de superstar. L’album Dans ma bulle s’approche aujourd'hui[Quand ?] des 2 millions d’albums vendus (un des plus vendus de l’histoire du rap français). 
En 2006, par l’intermédiaire de Diam's ils rencontrent Sinik pour lequel ils produiront 2 albums (les plus vendus de l’artiste avec plus de 300 000 chacun). Idem pour le groupe Sniper, ils produiront Du rire aux larmes (2001) et Gravé dans la roche (2003), plus de 500 000 albums vendus.
En parallèle de la musique, Tefa poursuit ses délires dans le cinéma ; il a l’idée d’un film qu’il écrit avec l’aide de son ami Philippe de Chauveron qu’il propose à son ami Michaël Youn pour qui il produira « Fatal Bazooka » 5 ans plus tard en 2006. En 2004 après le succès de La Beuze de François Desagnat et Thomas Sorriaux (plus de 3 millions d’entrées), Tefa propose à nouveau une idée à son ami Michael Youn qui donnera naissance au film culte « Les 11 commandements » (plus de 4 millions d’entrées et 1 million de DVD). Il retrouve Michaël Youn pour un petit rôle dans Iznogoud de Patrick Braoudé en 2005.
En 2001, Tefa a l’idée avec Eben (2 neg) et Dadoo (KDD) d’un titre ode rap humoristique qui se moque de la police corrompu (Gomes et Tavares) qui sera adapté au cinéma en 2003 par Gilles Paquet Brenner ou Tefa fait une apparition dans le rôle de José, un vendeur de sandwich qui se fait racketter ; même si le film n’est pas réussi, il fait quand même 1 million d’entrées, ce qui donnera la naissance d’un second volet au film. 
À la même période, Tefa rencontre Jérome Latteur d’Europa Films qui lui propose de produire la bande originale de Taxi 4. Kilomaitre fera la musique du film qui sortira en 2007. 
En 2008, le tandem Kilomaitre signe Melissa M par l’intermédiaire de Filou, une connaissance marseillaise de Tefa qui lui présente Maurice Bahja de la structure du Ministère des affaires populaires.
Tefa lors d’une tournée avec Michael Youn début 2008, rencontre en boite de nuit un jeune producteur Belge qu'il signera en édition fin 2008 sur sa structure éditoriale, qui n’est autre que l’artiste Stromae dont il placera les premiers tubes ; leur collaboration durera jusqu’en 2012. 
Fin 2008, Luc Vergier, un ami de Tefa vivant aux États-Unis, lui présente le groupe Fugees dont il s'occupe et Tefa deviendra ami avec Pras, lequel chantera sur un single avec Melissa M produit par Stromae. 
À la suite de la bande originale de Taxi, Tefa se rapproche de Kery James qu’il connait depuis son plus jeune âge. 
Ensemble ils décident d’organiser son come back qui sera le plus gros succès commercial de Kery, l’album A l’ombre du show business l’album sera double disques de platine et se vendra à plus de 200 000 exemplaires.
La collaboration Tefa avec Kery continue encore aujourd'hui, il produit et réalise tous ses albums. 
En 2011 Tefa toujours proche de Sniper, leur produit un album avec Masta À toute épreuve qui sera disque d’or (sans Blacko), suivra le solo de Tunisiano en 2014. 
À cette période, Masta lassé de l’industrie de la musique décide de partir ouvrir un restaurant et arrête Kilomaitre. 
Durant cette période Tefa se pose beaucoup de questions se demandant s'il va arrêter la musique. Il prend du recul et accepte la proposition de son ami Cyril Hanouna pour devenir DJ de son émission Touche pas à mon poste ! ou il y passe une saison dans le rôle d’un DJ gaffeur et maladroit. 
Fort de cette expérience, il rencontre Cartman qui campe le rôle de Sébastien Patrick dans l’émission qui deviendra Sébastien Patoche car Patrick Sébastien n’en peut plus d’être confondu avec son homonyme. 
Quand Tefa entends le sketch, il a l’idée géniale de convaincre Cartman et Cyril Hanouna d’en faire un album. 
Quand il pète il troue son slip sera 2 mois plus tard numéro 1 du top iTunes devant Daft Punk, l’album se vendra à 150 000 exemplaires et sera disque de platine.
À la suite de ce succès, Tefa proposera à Cyril Hanouna de faire une compilation ssociée à l’image de l’émission avec des titres de Cris Cab, Kevin Lyttle, Black M, Shaggy et Khaled...
Trois tubes sortent, dont le fameux Englishman in New York de Cris Cab qui officialise la collaboration de Cris Cab et Tefa sur plusieurs titres.

## Discographie

### Production
- 1995 : 3 Coups – Check La Devise (maxi 12") : Art. 15...[5], Art. 15... (Instru)
- 1995 : Destinée – Le Quotidien (maxi 12") : Le Quotidien[6], Malgré Lui
- 1996 : Divers artistes - Hostile Hip-Hop : La Clinique - Tout saigne (feat. Les Sales Gosses)[7], 2 Bal 2 Neg' - 3x Plus Efficace, Gued 1 (Dingue Remix) (feat. Kid Mesa & Rick Sweet), Labyrinthe (feat. Monsieur R, N.O.B., Rocca, Vensty & Vestat), Que d'injustice (feat. Emi & Gravitty), Poètes de la mort (feat. Monsieur R)
- 1997 : Koalition feat. Busta Flex – Eah-Koi (Keskiya) (maxi 12") : Eah-Koi (Keskiya) (Kilomaitre Remix)[8]
- 1999 : Divers artistes - Première classe vol. 1 : Futuristiq et Le Venin - La vie[9], Delta, Cynéfro, Fdy, Karlito & MC Jean Gab'1 - Paraît qu’t’es hardcore, Pit Baccardi - Compte avec moi
- 1999 : Pit Baccardi - Pit Baccardi : Intro[10], On lâchera pas l'affaire (feat. Doc Gynéco), Profession MC, Le titulaire, Si j'étais
- 1999 : La Clinique - Tout saigne : Quelques kilos (feat. Djamatik), Tout saigne 2, Les gospels
- 2000 : Divers artistes - Attentat sonore : Pit Baccardi – Si j'étais[11]
- 2000 : Divers artistes - L'hip-hopée - La grande épopée Du hip-hop français - Vol.1 : G Kill – Je m'voyais déjà[12]
- 2000 : Meilleurs Vœux 2 - Mission Suicide (maxi 12") : album entier[13]
- 2001 : Sniper - Du rire aux larmes : Intro[14], Sniper Processus, Quand on te dit (feat. J-Mi Sissoko), Fait divers, La rumba
- 2001 : Rohff - La Vie avant la mort[15] : Sensation Brave, Le bitume chante (feat. Mafia K'1 Fry & Tiwony)
- 2001 : Tandem - Ceux qui le savent m'écoutent : Intro[16], Ceux qui le savent m'écoutent, Le chant de l'amertume, Imagine, Mémoire d'un jeune con, Outro
- 2001 : Divers artistes - Mission Suicide : Eben, Tefa & Masta – Intro[17], Pit Baccardi, Rohff, Disiz La Peste & Gwen Boudda – Rap de barbares, Endo, Rocca, Eloquence Vibes & Ill – Paris, Dad PPDA, Tandem & Busta Flex – Sport de sang, 2 Bal 2 Neg & Jimmy Sissoko – Je dois me battre, Charly Waits, Buzz Eastwood, Rocé & Kazkami – Naitre pour mourir, Tandem, Dad PPDA, Eben & Tunisiano – Meilleurs vœux 2, Eben, Tefa & Masta – Outro
- 2003 : Sniper - Gravé dans la roche : Visions chaotiques[18], Pourquoi, Hall Story, Jeteur de pierres
- 2004 : Divers artistes - OM All Stars : MC's Arabica – L'Étoile[19], Lord Kossity et Bakar – Légendaires
- 2005 : Keny Arkana - L'Esquisse (Mix-Tape Vol.1) : Le missile est lancé[20], Chiens de paille - Tribute, Prison (nouvelle version)
- 2005 : Tandem - C'est toujours pour ceux qui savent : Dans ma rue, Un jour comme un autre, Laisse-moi le temps, Vécu de poissard
- 2005 : Bakar - Pour les quartiers : Legendaire (feat. Lord Kossity)[21], Niquer le système (feat. Eben, Sniper & Tandem), On revient choquer la France (feat. Sniper)
- 2006 : Diam's - Dans ma bulle : Introduction[22], La Boulette, Feuille blanche, Car tu portes mon nom, Marine, Confessions nocturnes (feat. Vitaa), T.S, Cause à effet
- 2006 : Keny Arkana - Entre ciment et belle étoile : Cueille ta vie[23]
- 2006 : Sinik - Sang froid : Autodestruction[24], Sarkozik, Descente aux enfers, Précieuse, La cité des anges, Démence
- 2007 : Melissa M - Avec tout mon amour : Avec tout mon amour[25], Benthi
- 2011 : Sniper - À toute épreuve : Mentalité française[26]
- 2013 : Kery James - Dernier Mc
- 2013 : Sébastien Patoche - J'emmerde les bobos !
- 2014 : Tunisiano - Marqué à vie
- 2014 : Sébastien Patoche - Look d'enfer
- 2014 : Singuila - Rossignol
- 2014 : Vald - NQNT 1
- 2015 : Vald - NQNT 2
- 2015 : L.E.J - Summer 2015[27]
- 2015 : L.E.J - En attendant l'album
- 2015 : Compilation - Touche pas à ma zik
- 2015 : Cris Cab - English Man in New York feat. Willy William
- 2015 : Lino - Requiem
- 2016 : Vald - Agartha
- 2016 : Fianso - Je suis passé chez So
- 2017 : Chilla - Si j'étais un homme
- 2017 : Fianso - Bandits Saletés
- 2017 : Nassi - La Vie est belle
- 2017 : Chilla - Karma
- 2019 : Shy'm - Agapé

## Filmographie

### Acteur
- 2003 : La Beuze de François Desagnat et Thomas Sorriaux : Julius
- 2003 : Gomez et Tavarès de Gilles Paquet-Brenner : José
- 2004 : Les Onze Commandements de François Desagnat et Thomas Sorriaux : lui-même
- 2005 : Iznogoud de Patrick Braoudé
- 2007 : Beat Makerz - The Documentary (documentaire) de Chazz Pellicioli : lui-même

Tout comme Diam's, il apparaît dans le clip de Gomez et Tavarès : Les ripoux de Eben et Dadoo.

### Scénariste
- 2003 : La Beuze de François Desagnat et Thomas Sorriaux
- 2003 : Gomez et Tavarès de Gilles Paquet-Brenner (d'après son idée originale)